# Apogonidae
Famille
Les Apogonidés (Apogonidae) forment une famille de petits poissons perciformes originaires des océans Atlantique, Indien et Pacifique. Les Apogonidés sont principalement marins mais quelques espèces fréquentent les eaux saumâtres. La famille compte 334 espèces réunies en 25 genres.

## Description et caractéristiques
Les apogons (ou « cardinaux ») sont pour la plupart de petits poissons tropicaux fusiformes, mesurant en moyenne 10 cm de long, et jusqu'à 20 cm chez les plus grosses espèces. Leur tête est arrondie, avec de gros yeux et une mâchoire large et profonde. 
Les écailles sont le plus souvent cténoïdes, mais cycloïdes chez certains genres (et même absentes chez Gymnapogon). Ces poissons ont deux nageoires dorsales, l'antérieure soutenue par 6 à 8 épines, et la postérieure par 8-14 rayons mous. La nageoire anale porte généralement 2 épines, et 8 à 18 rayons mous. Les vertèbres sont au nombre de 24 à 25. 
Ces poissons ont cette particularité que le mâle « couve » les œufs en les portant dans sa bouche. 
Ce sont des poissons marins, même si certaines espèces peuvent parfois se retrouver en estuaire voire remonter des cours d'eau sur certaines îles du Pacifique (notamment Glossamia) ; on trouve des membres de cette famille dans les trois principaux bassins océaniques, principalement à proximité des récifs, de la surface à environ 300 m de profondeur. 
La plupart des espèces sont plutôt nocturnes, et se nourrissent de zooplancton et de petits invertébrés benthiques. 
Certaines espèces, de par leur facilité d'acclimatation en aquarium, sont très appréciées en aquariophilie marine, comme Pterapogon kauderni.

## Liste des genres
| Selon World Register of Marine Species (28 novembre 2014) - sous-famille Apogoninae - genre Apogon Lacepède, 1801 - genre Apogonichthyoides Smith, 1949 - genre Apogonichthys Bleeker, 1854 - genre Archamia Gill, 1863 - genre Astrapogon Fowler, 1907 - genre Cercamia Randall & Smith, 1988 - genre Cheilodipterus Lacepède, 1801 - genre Coranthus Smith, 1961 - genre Foa Jordan & Evermann, 1905 - genre Fowleria Jordan & Evermann, 1903 - genre Glossamia Gill, 1863 - genre Holapogon Fraser, 1973 - genre Jaydia Smith, 1961 - genre Lachneratus Fraser & Struhsaker, 1991 - genre Lepidamia Gill, 1863 - genre Neamia Smith & Radcliffe, 1912 - genre Nectamia Jordan, 1917 - genre Ostorhinchus Lacepède, 1802 - genre Phaeoptyx Fraser & Robins, 1970 - genre Pristiapogon Klunzinger, 1870 - genre Pristicon Fraser, 1972 - genre Pterapogon Koumans, 1933 - genre Rhabdamia Weber, 1909 - genre Siphamia Weber, 1909 - genre Sphaeramia Fowler & Bean, 1930 - genre Vincentia Castelnau, 1872 - genre Yarica Whitley, 1930 - genre Zapogon Fraser, 1972 - genre Zoramia Jordan, 1917 - sous-famille Pseudaminae - genre Gymnapogon Regan, 1905 - genre Paxton Baldwin & Johnson, 1999 - genre Pseudamia Bleeker, 1865 - genre Pseudamiops Smith, 1954 - genre Taeniamia Fraser, 2013 | Selon FishBase et ITIS (28 novembre 2014) : - sous-famille Apogoninae - genre Apogon Lacepède, 1801 - genre Apogonichthys Bleeker, 1854 - genre Archamia Gill, 1863 - genre Astrapogon Fowler, 1907 - genre Cercamia Randall et Smith, 1988 - genre Cheilodipterus Lacepède, 1801 - genre Coranthus Smith, 1961 - genre Foa Jordan et Evermann in Jordan et Seale, 1905 - genre Fowleria Jordan et Evermann, 1903 - genre Glossamia Gill, 1863 - genre Holapogon Fraser, 1973 - genre Lachneratus Fraser et Struhsaker, 1991 - genre Neamia Smith et Radcliffe in Radcliffe, 1912 - genre Phaeoptyx Fraser et Robins, 1970 - genre Pterapogon Koumans, 1933 - genre Quinca Mees, 1966 (non reconnu par FishBase qui place son espèce dans Pterapogon) - genre Rhabdamia Weber, 1909 - genre Siphamia Weber, 1909 - genre Sphaeramia Fowler et Bean, 1930 - genre Vincentia Castelnau, 1872 - sous-famille Pseudaminae - genre Gymnapogon Regan, 1905 - genre Paxton Baldwin et Johnson, 1999 - genre Pseudamia Bleeker, 1865 - genre Pseudamiops Smith, 1954 |

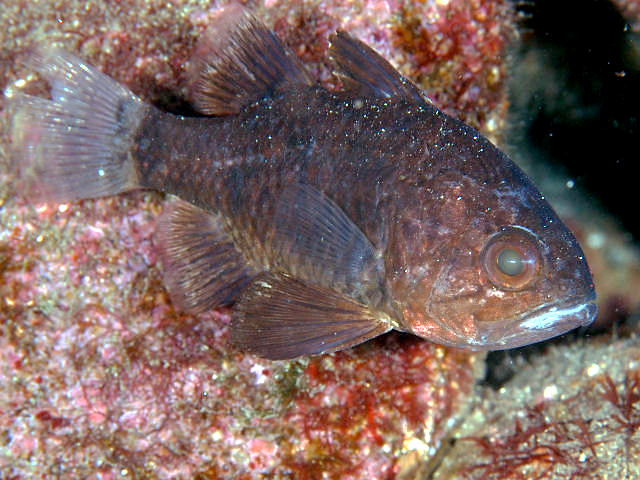
Apogonichthyoides niger
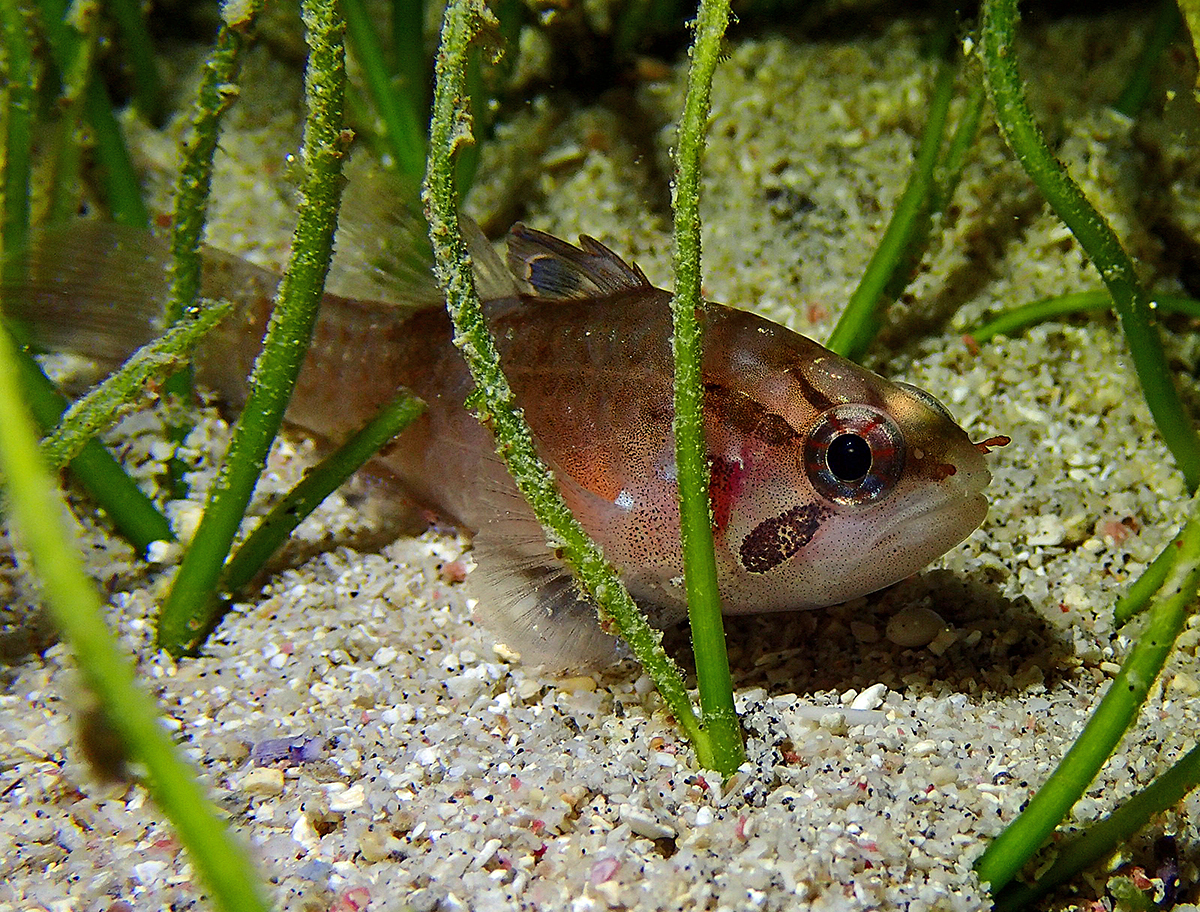
Apogonichthys ocellatus
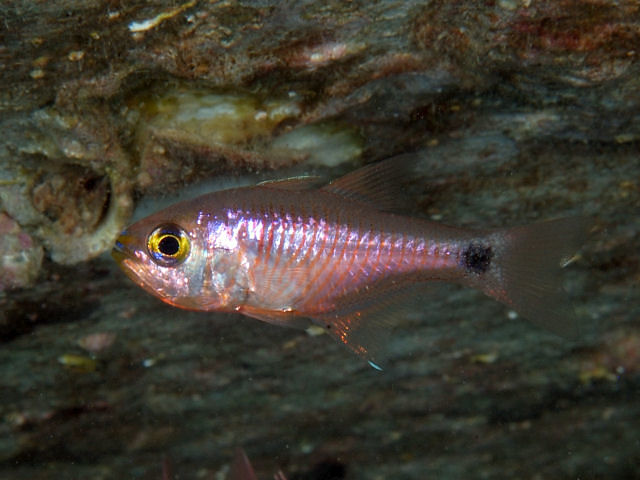
Archamia fucata
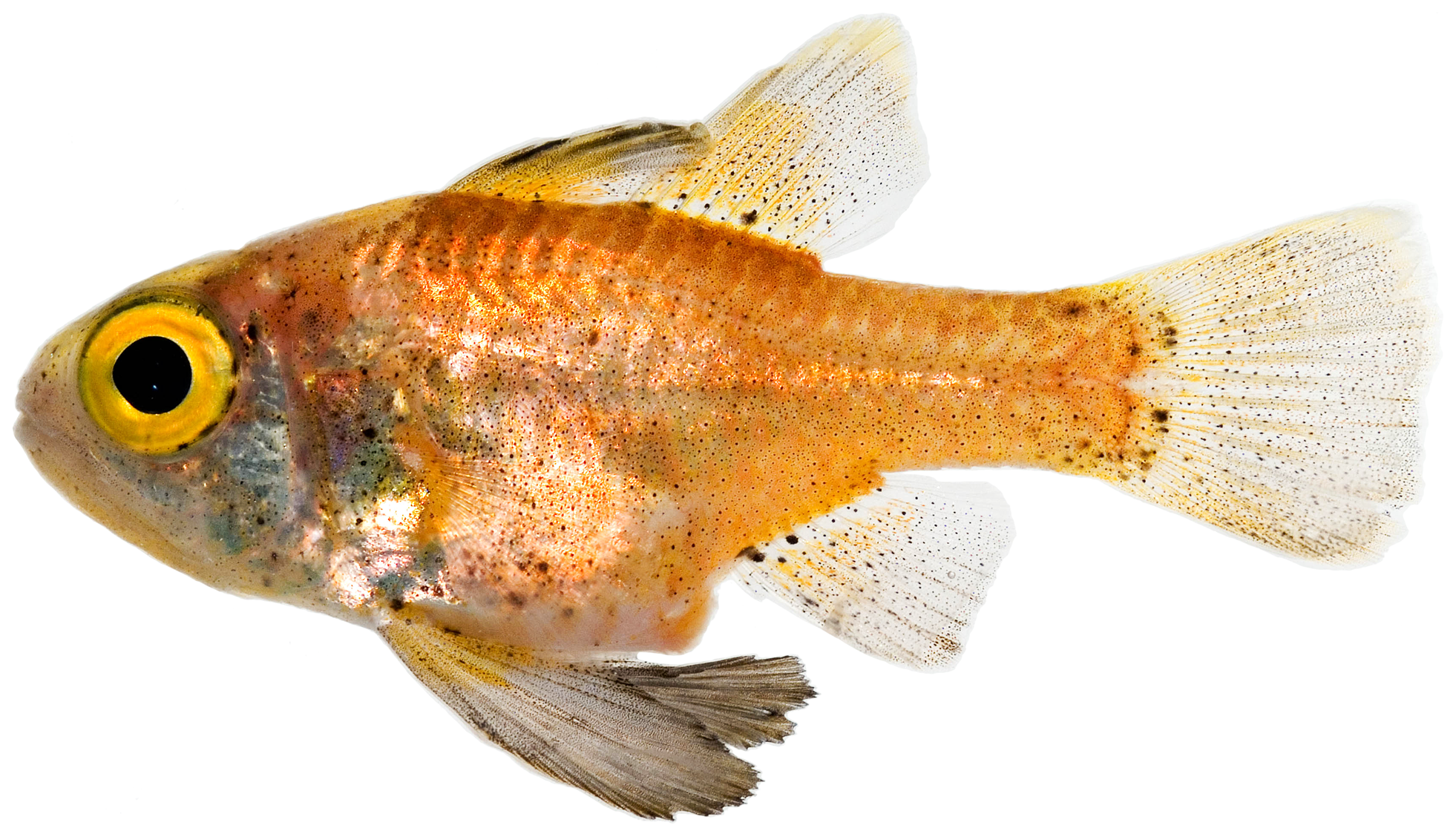
Astrapogon puncticulatus
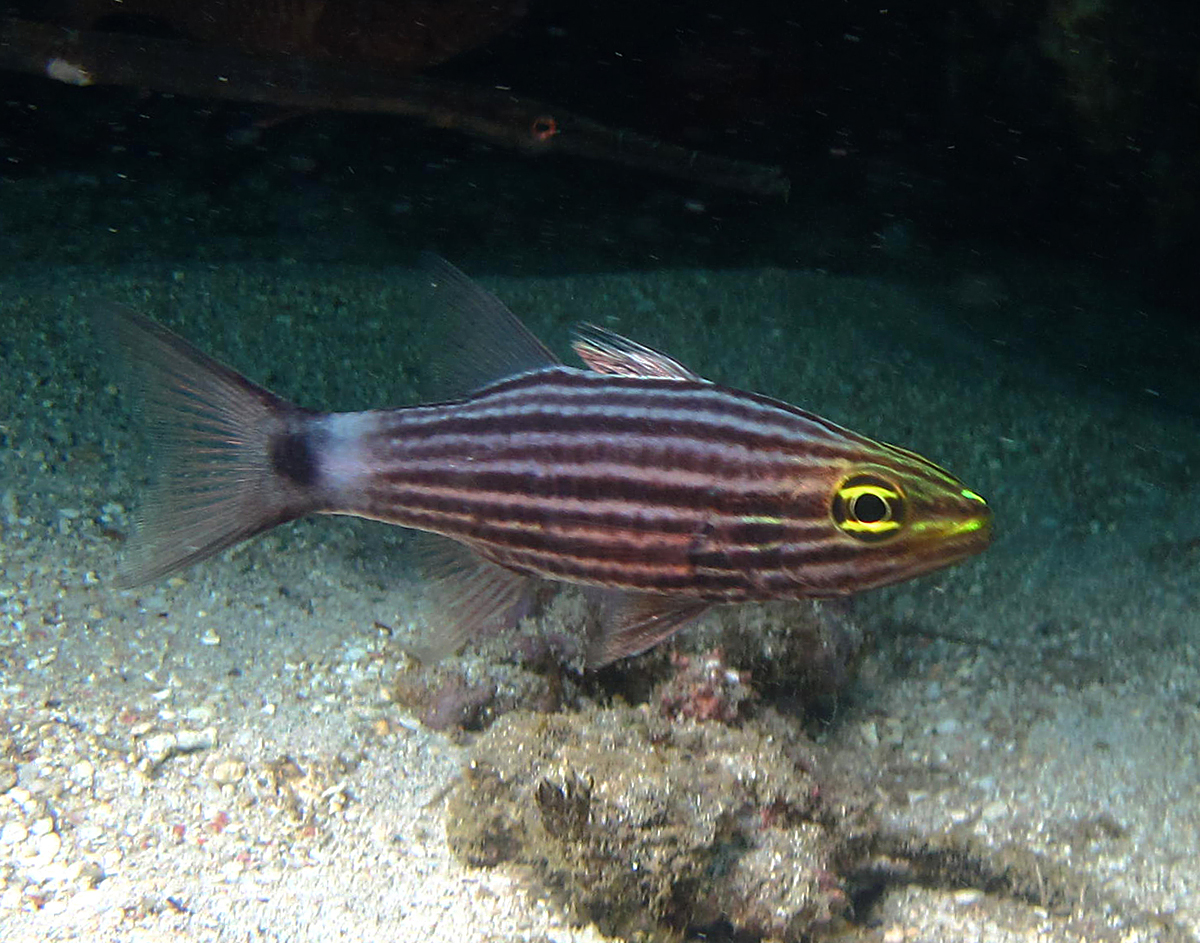
Cheilodipterus macrodon
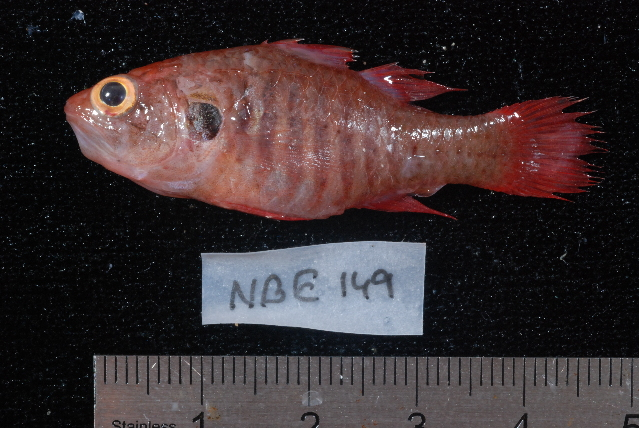
Fowleria marmorata
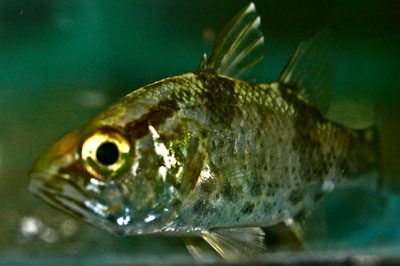
Glossamia aprion
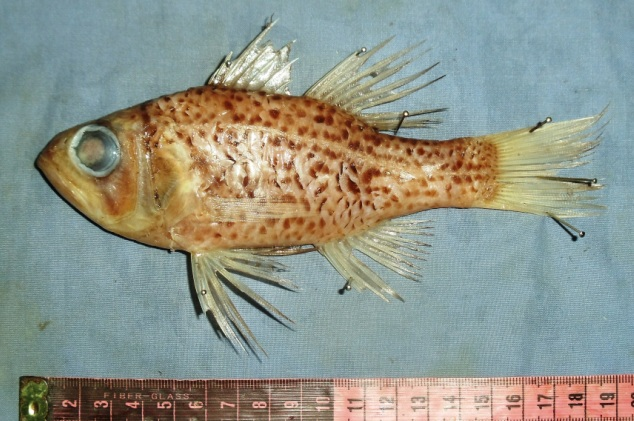
Holapogon maximus
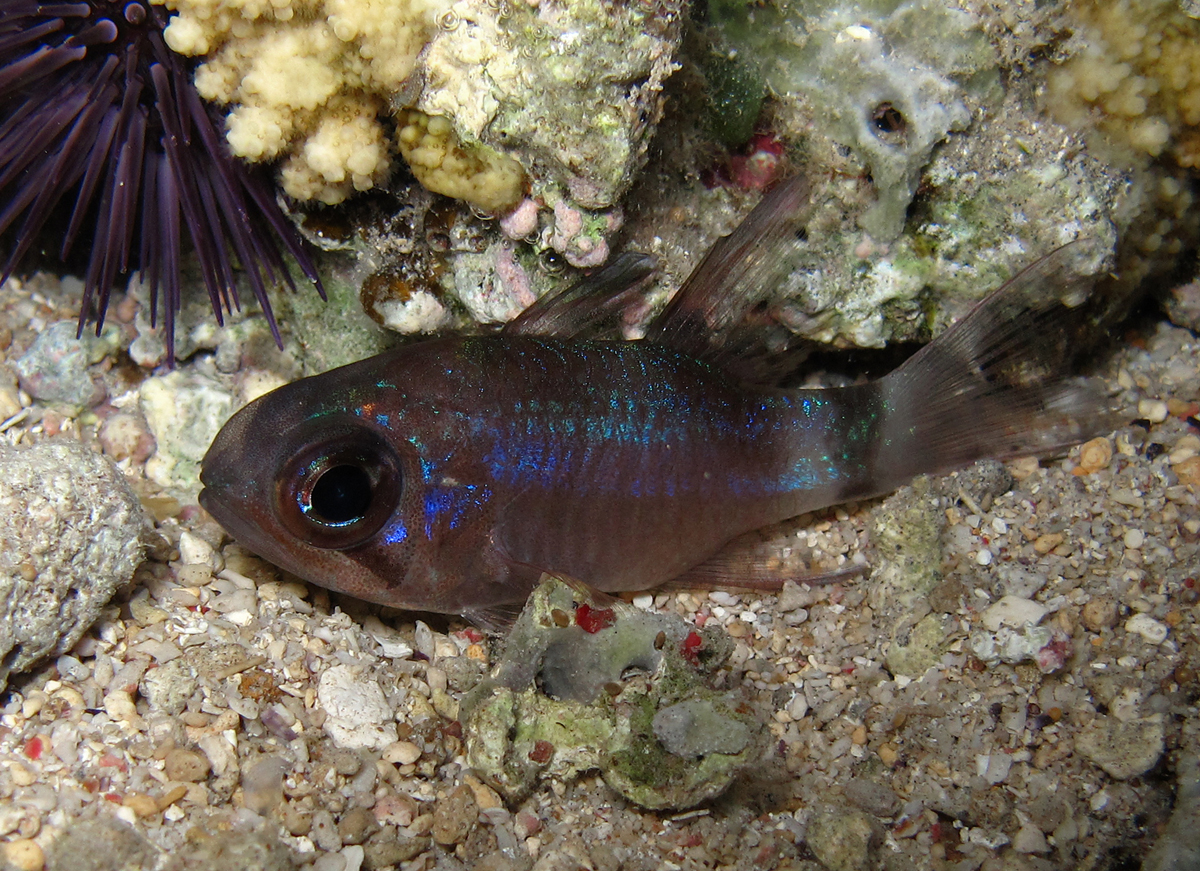
Nectamia savayensis
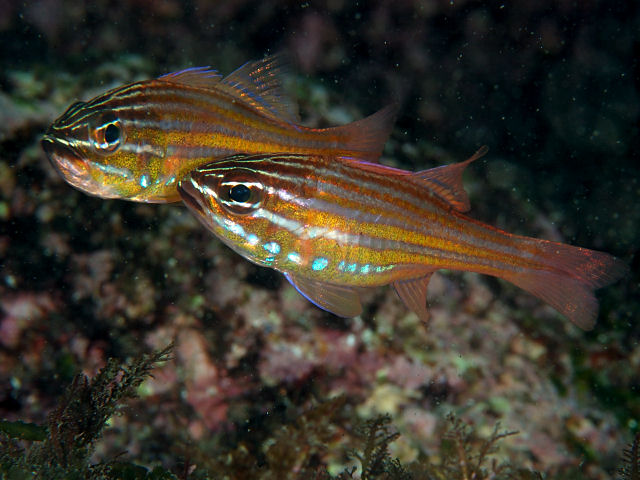
Ostorhinchus holotaenia
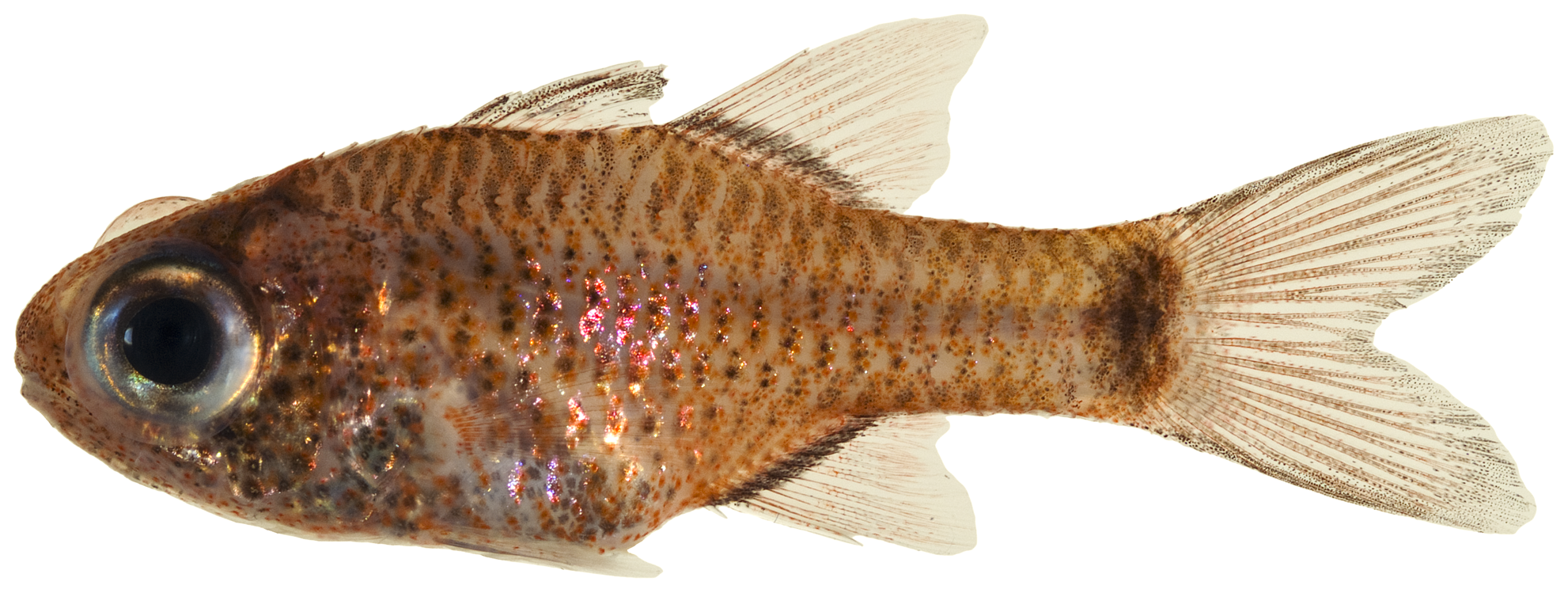
Phaeoptyx conklini
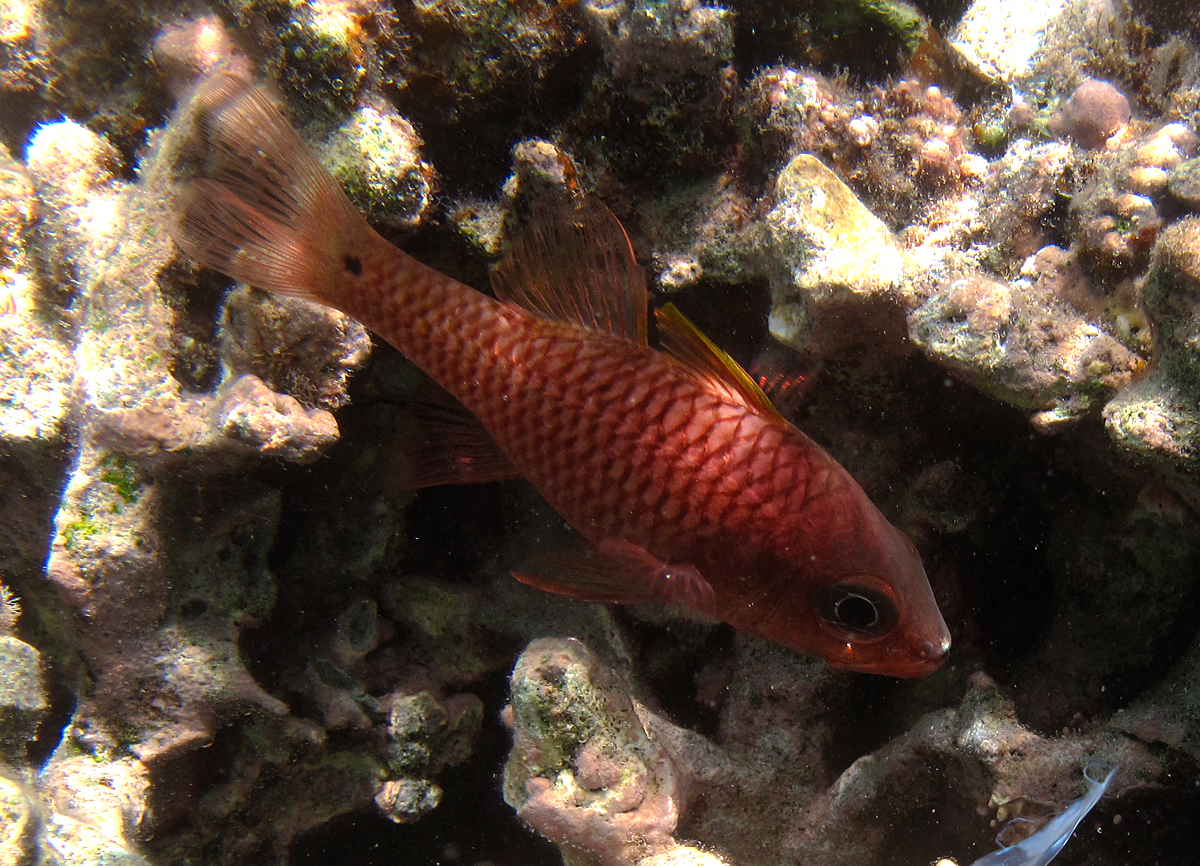
Pristiapogon kallopterus
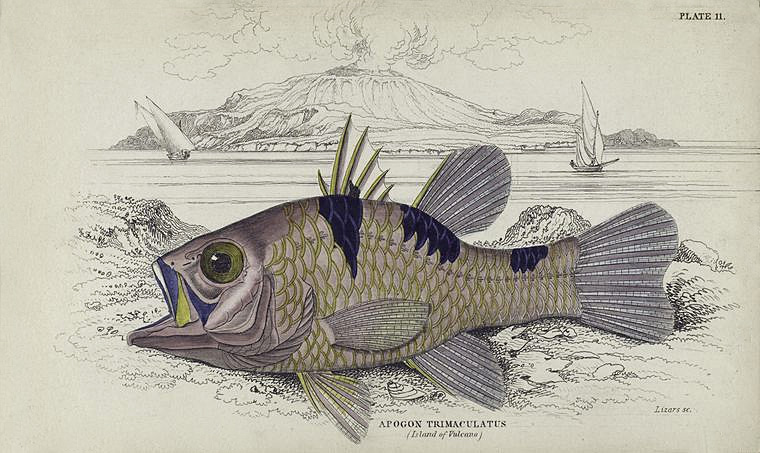
Pristicon trimaculatus
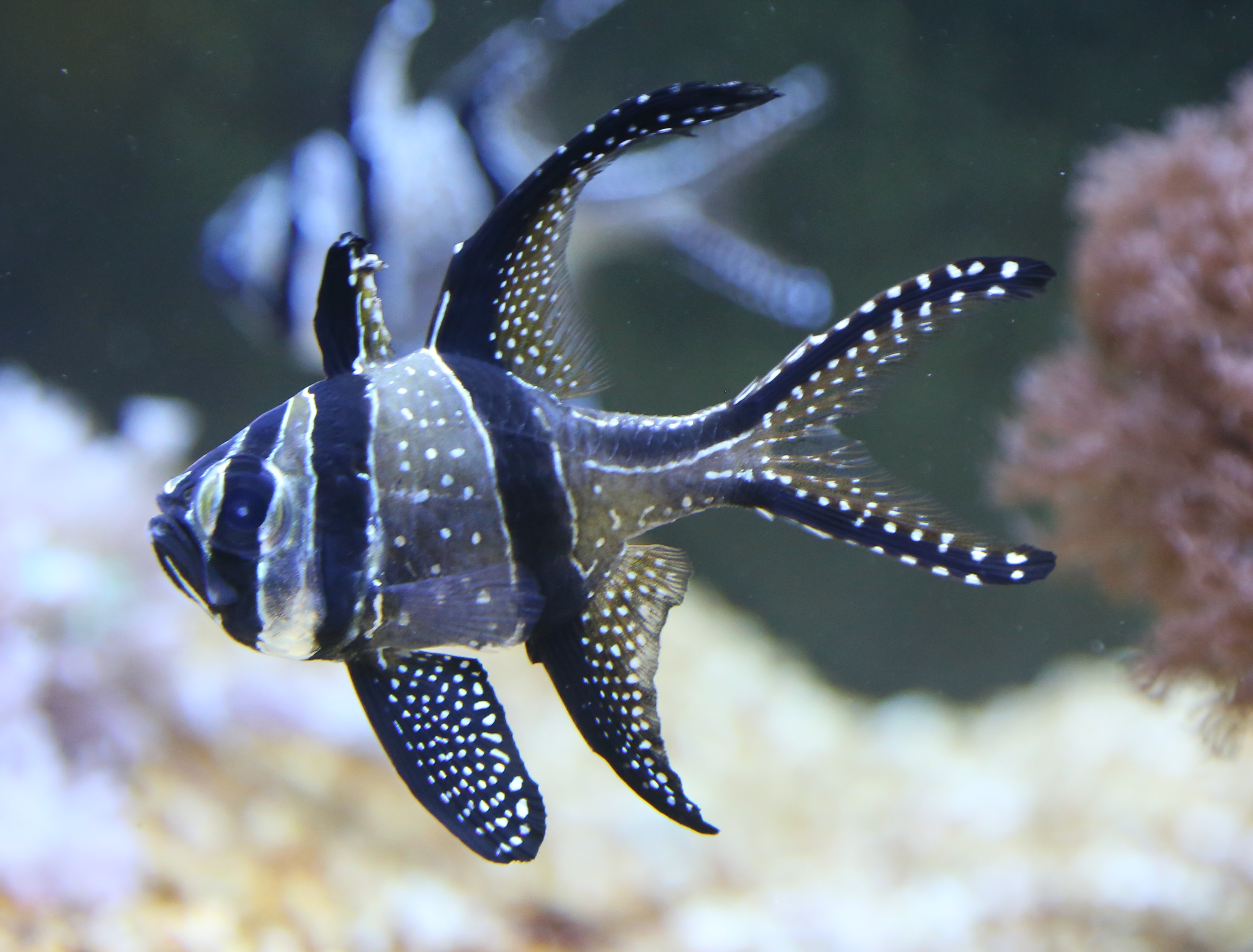
Pterapogon kauderni
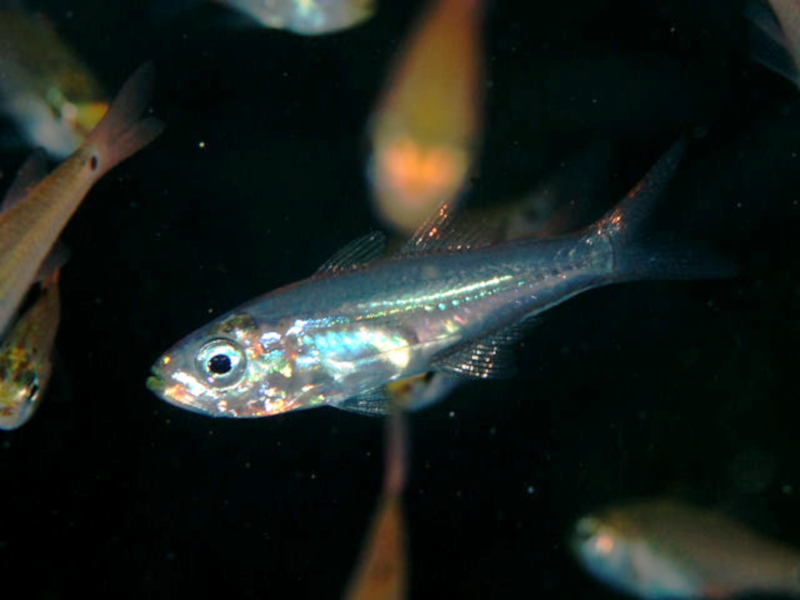
Rhabdamia gracilis
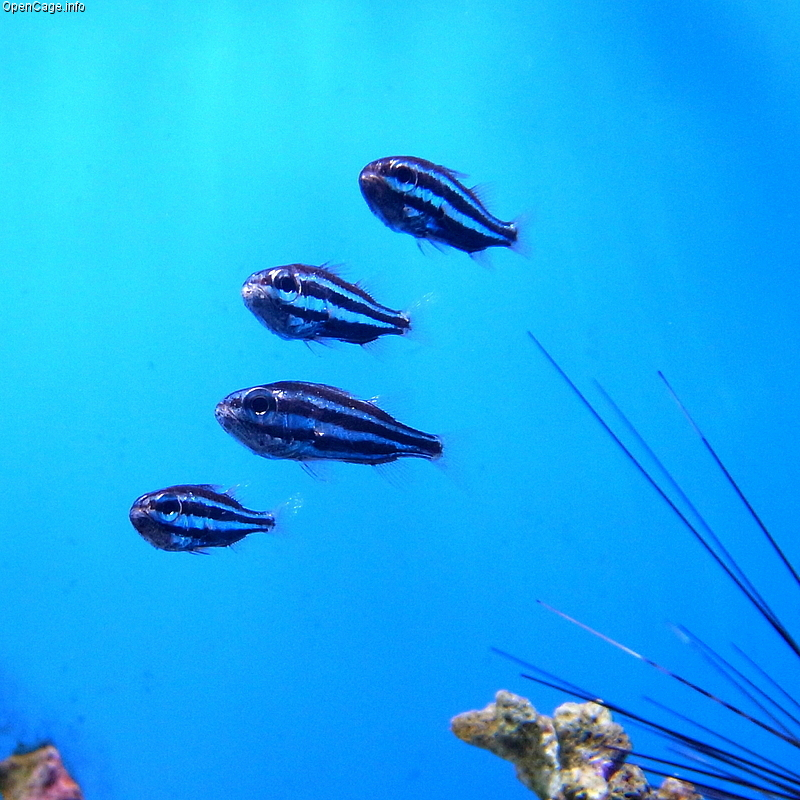
Siphamia tubifer
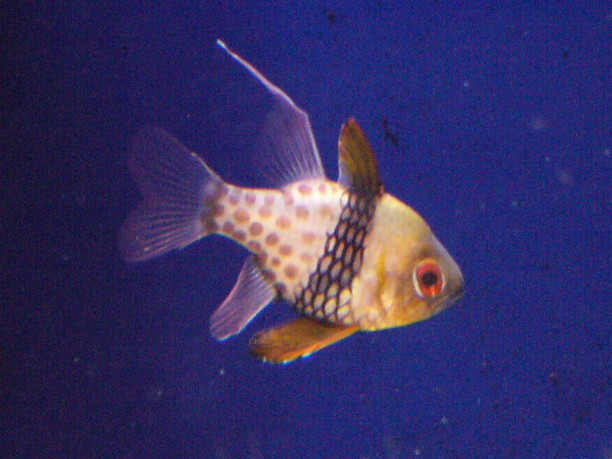
Sphaeramia nematoptera
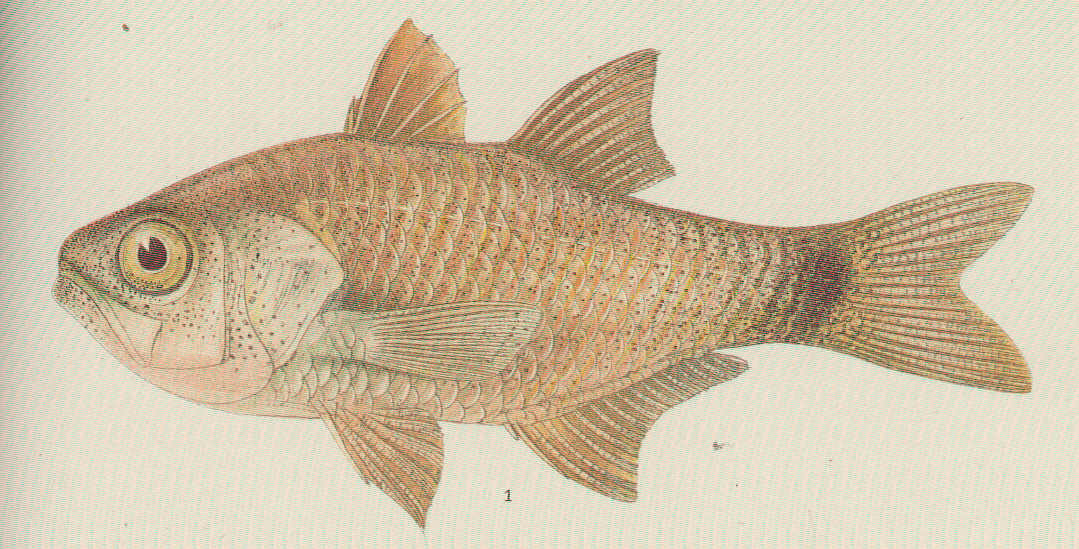
Taeniamia lineolata
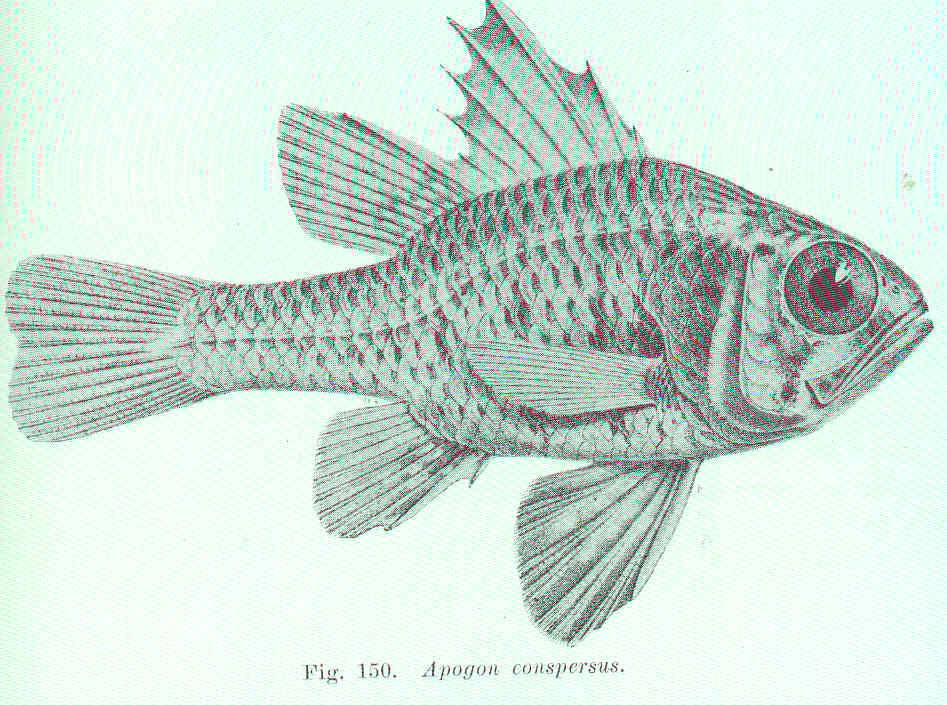
Vincentia conspersa
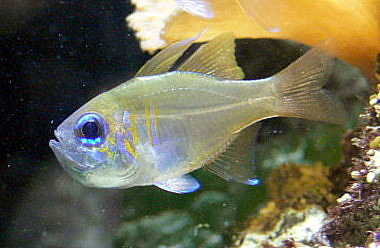
Zoramia leptacantha